# Fischerova projekce

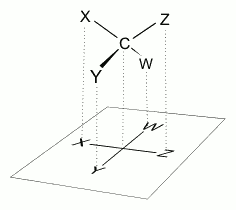
Zobrazení čtyřvazného atomu uhlíku do roviny

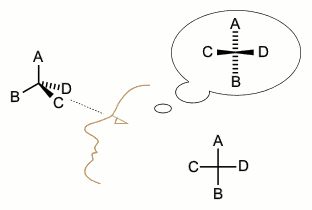
Fischerova projekce

Fischerova projekce, navržená Hermannem Emilem Fischerem v roce 1891, je způsob zobrazení čtyřvazného atomu uhlíku do roviny. Fischerova projekce se nejvíce hodí pro znázornění organických molekul s více chirálními centry a byla původně navržena pro zobrazování struktury sacharidů. Její využití pro zobrazení jiných tříd organických látek je možné (často se využívá například u aminokyselin), ale v některých případech je nevhodné a může být i zavádějící. Fischerova projekce je symbolický způsob zobrazení chirálních sloučenin a jako taková jednoduše znázorňuje prostorové uspořádání molekuly a je vhodná pro porovnání stereoisomerů.

## Způsob zobrazení
Zobrazení organické molekuly ve Fischerově projekci spočívá v zakreslení chirálního atomu uhlíku do kříže, kde vodorovné čáry představují vazby vystupující před nákresnu a svislé čáry reprezentují vazby směřující za nákresnu. Hlavní řetězec se vždy zakresluje svisle a skupina s nejvyšší prioritou se nachází nahoře. U aldos se tedy aldehydová skupina nachází zcela nahoře. U ketos, kde karbonylová skupina je obvykle na C-2, zakreslíme hlavní uhlíkatý řetězec tak, aby C-1 byl nahoře.

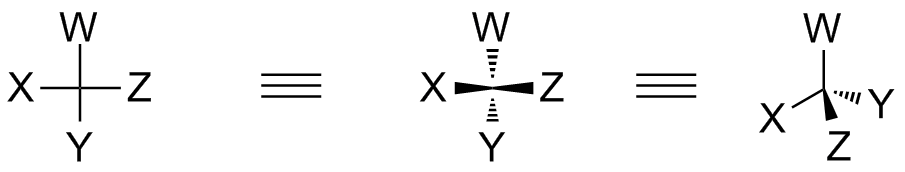
Fischerova projekce čtyřvazného uhlíku

Při zakreslení monosacharidu do Fischerovy projekce je zapotřebí zorientovat každý chirální uhlík přítomný v řetězci tak, aby vazby směřující k sousedním atomům uhlíku směřovaly za nákresnu, zbývající dva substituenty (vodík a hydroxyl) musí směřovat před nákresnu k pozorovateli.

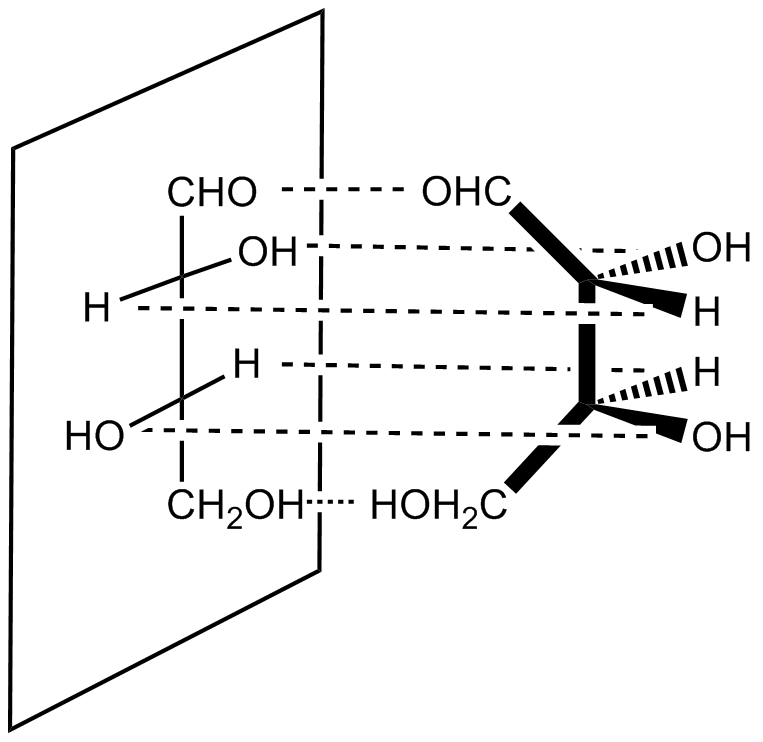
Fischerova projekce L-threosy

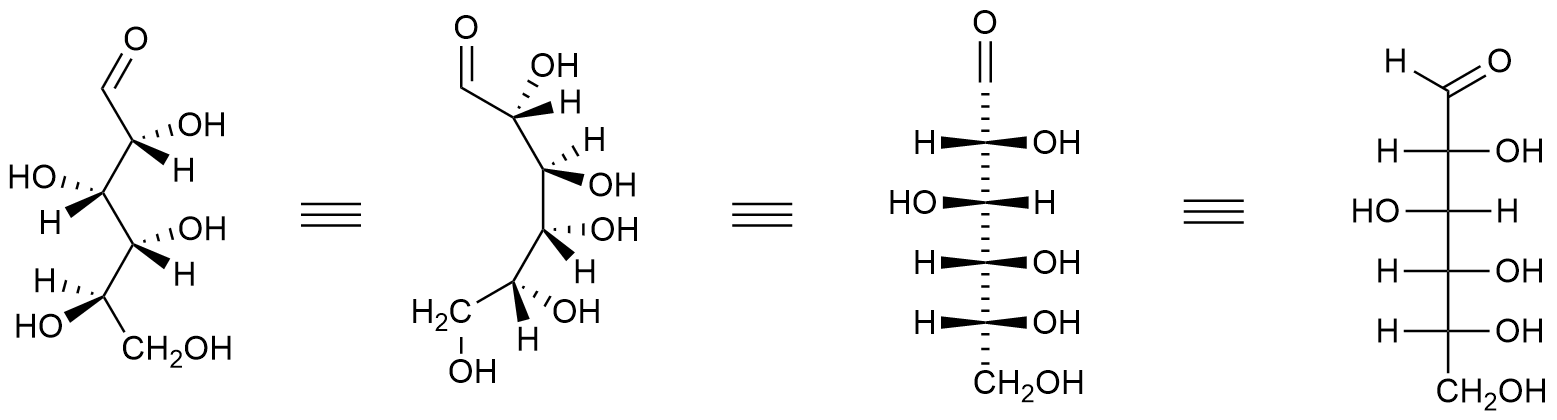
Zobrazení D-glukosy ve Fischerově projekci

Protože Fischerova projekce je symbolické znázornění organické molekuly, při porovnávání stereochemie dvou molekul jsou povoleny pouze některé operace s Fischerovou projekcí:
- Fischerova projekce může být v nákresně otočena o 180°, nikoliv o 90° nebo 270°.
- Je možné při zachování pozice jedné skupiny na chirálním centru otáčet zbývajícími třemi skupinami po směru otáčení hodinových ručiček.